# Keynsham (album)
Keynsham è un album dei Bonzo Dog Doo-Dah Band, pubblicato a nome Bonzo Dog Band dalla Liberty Records nel novembre 1969. Il disco fu registrato al Trident Studios di Soho, Londra (Inghilterra).

## Tracce
Lato A
1. You Done My Brain In – 1:40 (Neil Innes)
2. Keynsham – 2:20 (Neil Innes)
3. Quiet Talks and Summer Walks – 3:15 (Neil Innes)
4. Tent – 3:20 (Vivian Stanshall)
5. We Were Wrong – 2:30 (Vivian Stanshall)
6. Joke Shop Man – 1:23 (Neil Innes)
7. The Bride Stripped Bare By Bachelors – 2:35 (Neil Innes, Vivian Stanshall)
8. Look at Me I'm Wonderful – 1:45 (Vivian Stanshall)

Lato B
1. What Do You Do? – 3:15 (Neil Innes)
2. Mr. Slater's Parrot – 2:18 (Vivian Stanshall)
3. Sport (The Odd Boy) – 3:20 (Vivian Stanshall)
4. I Want to Be with You – 2:15 (Neil Innes)
5. Noises for the Leg – 2:15 (Vivian Stanshall)
6. Busted – 5:40 (Neil Innes, Vivian Stanshall)

Edizione CD del 2007, pubblicato dalla EMI Music Records
1. You Done My Brain In – 1:42 (N. Innes)
2. Keynsham – 2:22 (N. Innes)
3. Quiet Talks and Summer Walks – 3:23 (N. Innes)
4. Tent – 3:24 (V. Stanshall)
5. We Were Wrong – 2:32 (V. Stanshall)
6. Joke Shop Man – 1:23 (N. Innes)
7. The Bride Stripped Bare (By the Bachelors) – 2:38 (N. Innes, V. Stanshall)
8. Look at Me I'm Wonderful – 1:46 (V. Stanshall)
9. What Do You Do? – 3:11 (N. Innes)
10. Mr. Slaters' Parrot – 2:28 (V. Stanshall)
11. Sport (The Odd Boy) – 3:30 (V. Stanshall)
12. I Want to Be with You – 2:16 (N. Innes)
13. Noises for the Leg – 1:53 (V. Stanshall)
14. Busted – 5:50 (N. Innes, V. Stanshall)
15. Are You Having Any Fun? – 2:36 (Jack Yellen, Sammy Fain) – Bonus Track - Vivian Stanshall & Kilgaron
16. How Sweet to Be an Idiot – 2:52 (N. Innes) – Bonus Track - Neil Innes
17. When Yuba Plays the Rumba on the Tuba – 3:05 (Herman Hupfeld) – Bonus Track - Roger Ruskin Spear
18. The Young Ones – 3:17 (Sid Tepper, Roy C. Bennett) – Bonus Track - Vivian Stanshall & Kilgaron
19. Witchi Tai To – 3:29 (Jim Pepper) – Bonus Track - Topo D. Bil

## Musicisti
- Vivian Stanshall - percussioni, tromba, voce (narratore)
- Rodney Slater - sassofono, arrangiamenti
- Roger Ruskin Spear - sassofono
- Rodney Slater - sassofono
- Dennis Cowan - basso, voce (narratore)
- Legs Larry Smith - batteria
- Gerry Salisbury - cornetta, fish n' chips (brano: Busted)[2]